# ピリッポス1世 (マケドニア王)
ピリッポス1世（フィリッポス1世とも、希：Φίλιππος Αʹ, ラテン文字転記：Philippos I, 在位：紀元前640年 - 紀元前602年）はアルゲアス朝のマケドニア王である。
ピリッポス1世は先代の王のアルガイオス1世の子で、次代の王のアエロポス1世の父である。ユスティヌスによれば、ピリッポスはアルガイオスから王位を受け継いだ後夭折したという。

## 註
1. ↑  ヘロドトス, VIII, 139
2. ↑  ユスティヌス, VII, 7